# Накани, Давид
Давид Накани (груз. დავით ნაკანი; род. 17 декабря 1983) — грузинский футболист, нападающий.
В сезоне 1998/99 провёл один матч в чемпионате Грузии за «Самгурали» Цхалтубо. В сезоне 2001/02 — 9 матчей, один гол в команде первой лиги «Динамо-2» Тбилиси. В 2002—2004 годах был в составе команды российской премьер-лиги «Торпедо» (Москва), сыграл за дубль 64 матча, забил 15 голов. Провёл три матча в Кубке российской премьер-лиги 2003. Играл за команды чемпионата Грузии «Боржоми» (2006/07), «Мерани» Тбилиси (2006/07), «Сиони» Болниси (2007/08).